# Jeff Attinella
Jeff Attinella (Clearwater, Florida, Estados Unidos; 29 de septiembre de 1988) es un exfutbolista estadounidense. Jugaba de guardameta. Attinella además es escritor de libros para niños.

## Trayectoria

### Inicios
Entre 2007 y 2010 jugó al soccer universitario para la Universidad del Sur de Florida. Con los South Florida Bulls disputó 61 encuentros; fue ganador de muchos premios en su etapa como universitario.
Entre 2009 y 2010 jugó dos encuentros para el Bradenton Academics de la USL PDL.

### Profesionalismo
El 18 de enero de 2011, Attinella fue seleccionado por el Real Salt Lake en la 14.ª posición del Supplemental Draft de la MLS 2011, pero no firmó contrato con el club y fue liberado. Sin club, fichó por el Tampa Bay Rowdies de la NASL el 22 de febrero de 2011, y debutó profesionalmente el 30 de abril contra el Atlanta Silverbacks.
En el año 2012, su segunda temporada con los Rowdies, Attinella fue el portero titular y disputó todos los encuentros ese año. El guardameta atajó tres penaltis en la final de la NASL, el Soccer Bowl 2012, contra el Minnesota Stars FC y logró el título con su club ese año.
Su buena actuación con los Rowdies en 2012 llamó la atención del Real Salt Lake de la MLS, club que fichó al portero el 3 de diciembre de 2012.
Luego de ser liberado por el club al término de la temporada 2015, fue seleccionado por el Minnesota United FC en el Draft de expansión de 2016; sin embargo, fue intercambiado al Portland Timbers por la selección de la segunda ronda del SuperDraft de la MLS 2018.
El 21 de enero de 2022, Attinella anunció su retiro como jugador.

## Clubes
| Club                                | País           | Año       |
| ----------------------------------- | -------------- | --------- |
| Bradenton Academics                 | Estados Unidos | 2009-2010 |
| Tampa Bay Rowdies                   | Estados Unidos | 2011-2012 |
| Real Salt Lake                      | Estados Unidos | 2013-2016 |
| Fort Lauderdale Strikers (préstamo) | Estados Unidos | 2013      |
| Real Monarchs (préstamo)            | Estados Unidos | 2016      |
| Portland Timbers                    | Estados Unidos | 2017-2022 |
| Portland Timbers 2 (préstamo)       | Estados Unidos | 2017      |

## Vida personal
Attinella, junto a su esposa Kendall y su suegro, fundaron una compañía de libros para niños llamada "It Had to Be Told", que publica los libros que el mismo portero escribe.

## Palmarés

### Títulos nacionales
| Título                | Club              | País           | Año  |
| --------------------- | ----------------- | -------------- | ---- |
| Soccer Bowl           | Tampa Bay Rowdies | Estados Unidos | 2012 |
| Conferencia Oeste MLS | Real Salt Lake    | Estados Unidos | 2013 |
| Conferencia Oeste MLS | Portland Timbers  | Estados Unidos | 2018 |